# Cap Leucate

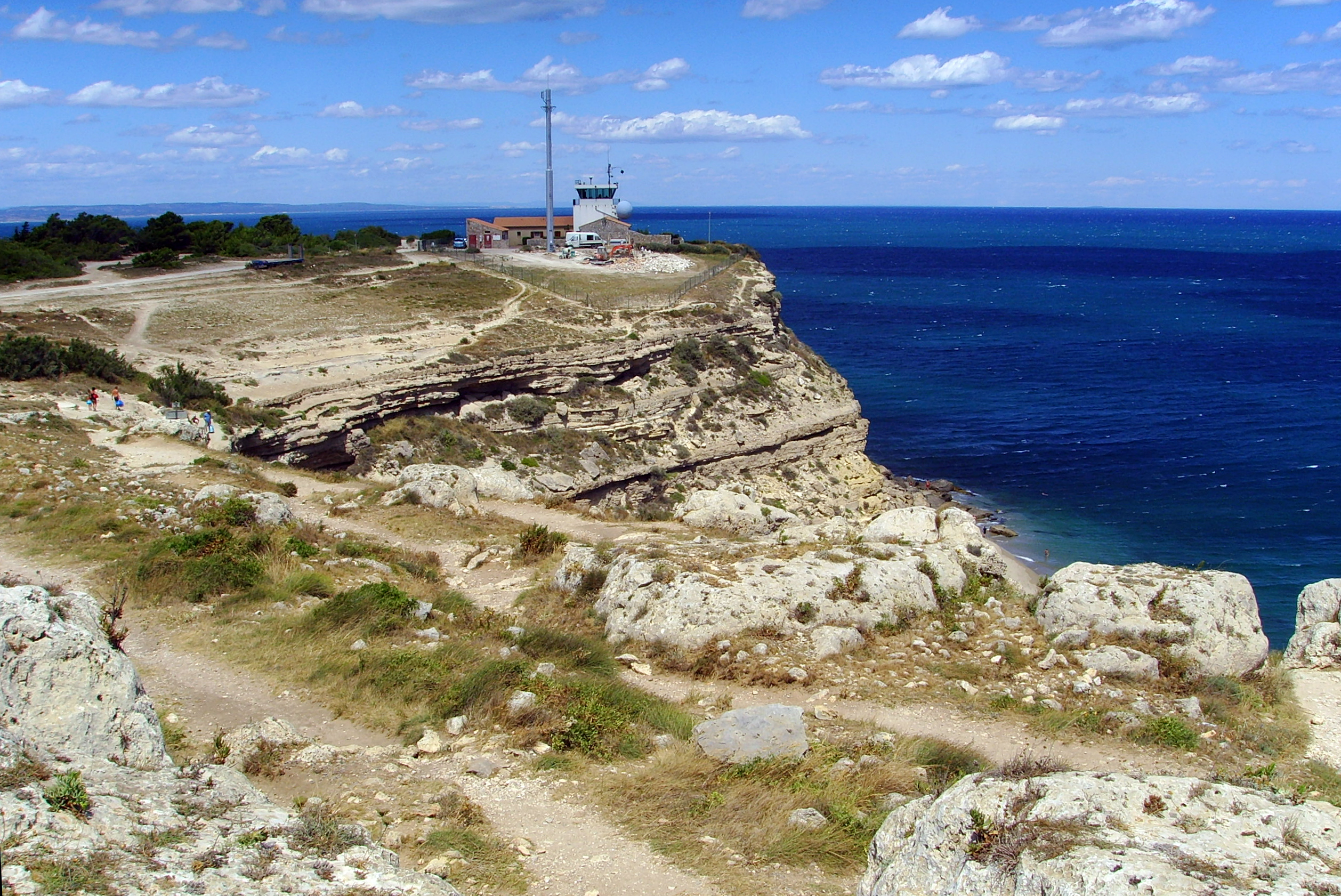
Vue sur le sémaphore du cap Leucate.

Vue sur le phare du cap Leucate.

Le cap Leucate est un cap de la côte méditerranéenne française. Le cap se situe en bordure du golfe du Lion, sur la côte du département de l'Aude, sur la commune de Leucate.
Géographiquement, le cap Leucate constitue l'extrémité orientale des Corbières maritimes. Au sens large, le cap Leucate constitue la bordure de la falaise du plateau de Leucate entre La Franqui et Leucate plage. La définition géographique exacte délimite le terroir du cap Leucate entre le sémaphore de Leucate et le phare du cap Leucate. Le Cap Leucate est une des rares stations importantes de la Violette ligneuse en France [source insuffisante].
Sa position en décrochement de la côte languedocienne en fait un des rares sites côtiers d'où l'on peut avoir une vue à la fois sur le massif pyrénéen (massif du Canigou, Albères, Corbières), la montagne de la Clape, la montagne Noire et le mont Saint-Loup.

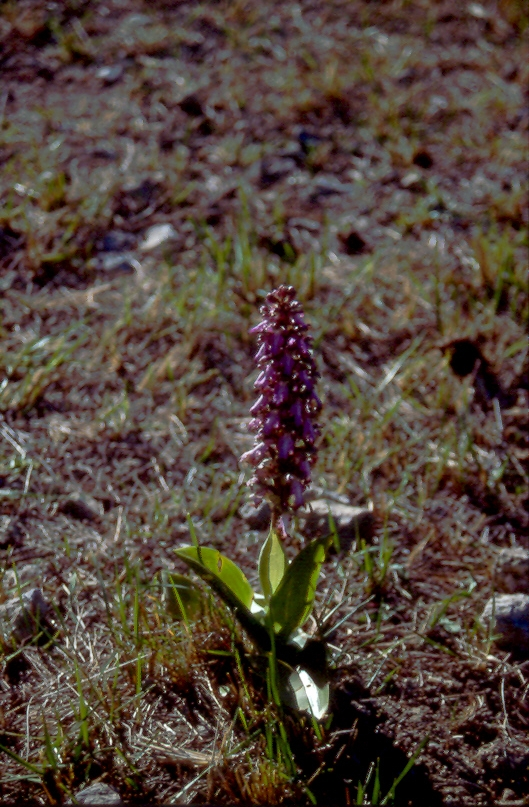
Barlia robertiana en fleurs sur le cap Leucate en mars 2000.